# Monstruo del lago Champlain
Champ o Champy es el nombre dado a un supuesto monstruo lacustre que vive en el lago Champlain, un lago natural de agua dulce de América del Norte, parcialmente situado en la frontera entre Estados Unidos y Canadá, en la provincia canadiense de Quebec y parcialmente situado en la frontera de Vermont y Nueva York. Si bien no hay evidencia científica de la existencia del críptido, ha habido más de 300 avistamientos reportados. La leyenda del monstruo es considerada una atracción para el turismo en Burlington, Vermont, y Plattsburgh, Nueva York.

Mapa del lago Champlain

## Importancia cultural para Nueva York y Vermont
El lago Champlain es un cuerpo de agua dulce de 125 millas (201 km) de largo, que es compartido por Nueva York y Vermont, y sólo unos kilómetros en Quebec, Canadá.
La leyenda de Champ se ha convertido en una atracción generadora de ingresos. Por ejemplo, el pueblo de Port Henry, Nueva York, ha erigido un modelo gigante de Champ y lleva a cabo el "Día de Champ" el primer sábado de cada agosto. Como la mascota del único afiliado de la liga menor de béisbol de Vermont, el Vermont Lake Monsters, Champ se hizo más destacado después de que el equipo fue renombrado de Vermont Expos a Vermont Lake Monsters. Champ ha sido la atracción principal de la Nueva York - Penn League afiliado desde su creación. Varios establecimientos cercanos, como un lavadero de autos, utilizan a "Champ" como logotipo.[cita requerida]

## Historia de la leyenda
Dos tribus de nativos americanos que viven en la zona, cerca del lago Champlain, los Iroqueses y los Abenaki, tenían leyendas sobre una criatura semejante. Los Abenaki llamaban a la criatura "Tatoskok".
Un relato de una criatura en el lago Champlain fue aparentemente dado en 1609 por el explorador francés Samuel de Champlain, el fundador de Quebec y homónimo del lago, quien se supone ha visto a la criatura mientras él estaba luchando contra los Iroqueses en la orilla del lago. Aunque ningún avistamiento fue registrado por Champlain, un miembro de su expedición hizo anotar un avistamiento en su diario y fue confundido con Champlain en un artículo de una revista de 1970.
Un informe en el Plattsburgh Republican del 24 de julio de 1819, titulado "Cape Ann Serpent on Lake Champlain", da cuenta del avistamiento de un tal "Capt. Crum", de un enorme monstruo con forma de serpentina.
El primer avistamiento reportado por los medios se produjo en 1883 cuando el sheriff Nathan H. Mooney dijo que había visto una "... gigantesca serpiente de agua a unos 50 yardas"  de donde él estaba en la orilla. Él afirmó que estaba tan cerca que podía ver "manchas blancas redondas dentro de su boca" y que "la criatura parecía tener unos 25 a 30 pies de largo". El avistamiento de Mooney llevó a muchos testigos oculares ir hacia adelante con sus propios relatos de avistamientos de Champ. La historia de Mooney precedió a la controversia pública de Loch Ness por 50 años.
Champ se volvió tan popular que P.T. Barnum, en el siglo XIX, puso una recompensa de 50.000 dólares por un cadáver de Champ. Barnum quería el cadáver de Champ para poder incluirlo en su World’s Fair Show.[cita requerida]

## La fotografía de Mansi
En 1977, Sandra Mansi tomó una fotografía mientras estaba de vacaciones con su familia que parece mostrar algo que sobresale del lago. Toda la bahía del lago, donde según los informes, fue tomada la fotografía no es más profunda que 14 pies (4,3 m). Según Joe Nickell, hay pocas explicaciones para cómo una criatura gigante podía nadar y mucho menos ocultarse en aguas tan poco profundas. Además, se ha sugerido que el objeto en lafotografía podría ser el tronco de un árbol. Árboles podridos a menudo acumulan gas en el proceso de descomposición y a veces suben a la superficie del agua a una velocidad considerable.

## Informes recientes
Según informes, Champ puede verse en un video tomado por los pescadores Dick Affolter y su hijastro Pete Bodette en el verano de 2005. Un examen detallado de las imágenes puede interpretarse tanto como una cabeza y el cuello de un animal como el plesiosaurio e incluso una boca abierta en un fotograma y una boca cerrada en otro; o como un pez o anguila. Dos analistas de imágenes forenses del FBI retirados, quienes revisaron la cinta, dijeron que parece auténtico y no manipulado.
Una pieza de evidencia, aunque no es un "avistamiento" de por sí, es el registro de la ecolocalización desde el lago por el Fauna Communications Research Institute en 2003, trabajando como parte de un programa de Discovery Channel. El grupo ha llegado a la conclusión de que los sonidos que se han registrado son similares a la de una ballena beluga o tal vez una orca, pero no de un animal conocido, y no se han conocido especies de delfines o ballenas previamente viviendo en el lago. Los mamíferos son los únicos animales capaces de ecolocalización y no hay ninguna especie de agua dulce conocida con la capacidad de ecolocalizar a excepción de delfines de agua dulce, marsopas y ballenas beluga (que de vez en cuando nadan río arriba temporalmente en Alaska para alimentarse y una vez habitaron el mar de Champlain). La ecolocalización en sí fue registrada en tres áreas diferentes del lago Champlain, incluyendo un canal de navegación artificial en la parte más profunda del lago. El análisis realizado por los científicos que grabaron el sonido sugiere que la criatura tiene un cerebro muy grande como el de los mamíferos marinos (a diferencia de las que poseían los plesiosaurios probablemente).

## Posibles explicaciones
Hay varias hipótesis sobre la posible de Champ. Varias hipótesis populares entre los escépticos son las siguientes:
1. Identificaciones erróneas de animales comunes: Algunos escépticos proponen que los avistamientos de Champ no son más que errores de identificación de los animales comunes que habitan en el lago Champlain, como nutrias, castores, aves buceadoras y peces grandes (como las anguilas y el esturión de lago).
2. Identificaciones erróneas de objetos inanimados: Otros creen que los avistamientos Champ fácilmente podrían explicarse por numerosos fenómenos inanimados, como los troncos, las olas, o vegetación en descomposición.
3. Engaños: Otra hipótesis escéptica es que varios avistamientos de Champ posiblemente podrían explicarse como engaños deliberados, presumiblemente por dinero o fama.

### Especies exóticas de animales de gran tamaño
Los creyentes en la existencia de Champ a menudo citan varios ejemplos de grandes y exóticas criaturas que son posibles candidatos para Champ. Estos incluyen:
1. Los plesiosaurios: 
Similar a "Nessie" de Loch Ness en Escocia, muchas personas teorizan que Champ es un plesiosaurio superviviente. Los plesiosaurios eran un grupo de reptiles sauropterigios (Sauropterygia) que vivieron durante la Era Mesozoica y se cree que se han extinguido hace alrededor de 66 millones año con pterosaurios y dinosaurios no aviares. Hay, sin embargo, algunos problemas con esta hipótesis. Un defecto con esta hipótesis es que los nuevos estudios han demostrado que la anatomía del cuello de plesiosaurios probablemente les impedía levantar la cabeza y el cuello hacia arriba fuera del agua como un cisne, como a menudo se representa en varios avistamientos y fotografías de Champ, como el famoso caso de la fotografía de Sandra Mansi. Sin embargo, los defensores de esta hipótesis, como el criptozoólogo británico Dr. Karl P.N. Shuker, defienden esta hipótesis con el argumento de que un plesiosaurio sobreviviente posiblemente pudo haber desarrollado la capacidad de tolerar temperaturas más frías, así como una estructura de cuello diferente.
2. Basilosaurios: 
Quizás el defensor más prominente de esta hipótesis es criptozoólogo Roy P. Mackal, que es de la opinión de que la mayoría de los avistamientos de monstruos de lagos de todo el mundo pueden explicarse como avistamientos de basilosaurios supervivientes. Los basilosaurios fueron grandes y antiguas ballenas que vivieron durante el Eoceno. La forma de sus cuerpos parece ajustarse a la mayoría de las descripciones de Champ, especialmente los que describen su aspecto como el de una gigantesca serpiente de mar.
3. Anguila gigante: 
Esta es también una de las explicaciones más populares para los reportes de avistamientos de monstruos de lago. Una anguila gigante parece encajar bien con varias de las descripciones de testigos oculares de Champ. Una hipotética anguila de cuerpo grueso fue propuesto por Roy Mackal en su libro de 1976 Los Monstruos de Loch Ness, con el fin de dar cuenta de los avistamientos de Nessie, y es posible que Champ también podría ser una especie desconocida de anguila gigante con cuerpo grueso.
4. Pinnípedos:
Varios investigadores, entre ellos Bernard Heuvelmans y Darren Naish, han teorizado que una especie desconocida de pelágico gigante, un pinnípedo de cuello largo podría ser el responsable de los avistamientos de monstruos marinos en los océanos del mundo. Algunos investigadores también han ampliado esta hipótesis para incluir informes de avistamientos de monstruos de lago, así, como Champ. Un problema potencial de esta hipótesis es que los pinnípedos tienden a ser animales muy ruidosos y sociales, por lo que es difícil de creer que pudieran permanecer ocultos en el lago durante tanto tiempo sin que nadie los viera alguna vez. Sin embargo, este problema potencialmente podría resolverse a través de la evolución, ya que este pinnípedo hipotético podría comportarse de manera muy diferente de las especies conocidas de pinnípedos.
5. Tanystropheus: 
Esta hipótesis fue propuesta por el investigador Dennis Hall, quien afirma haber visto a Champ unas 20 veces. Según Hall, en 1976, su padre capturó un reptil de aspecto extraño en la orilla del lago Champlain. Luego se lo llevó a los científicos que concluyeron que no se parecía a ninguna especie conocida de reptiles vivos. Sin embargo, desafortunadamente este espécimen se perdió más tarde. Hall entonces vio una foto de un Tanystropheus, y concluyó que era el candidato más probable para Champ. Sin embargo, existen numerosos problemas con esta hipótesis. Esto se debe a que Tanystropheus era una especie muy especializado de reptil acuático del período Triásico. Esto hace que sea muy poco probable que pudiera haber sobrevivido hasta la época actual y aún habitar el lago Champlain.